# Plectris longiclava
Plectris longiclava är en skalbaggsart som beskrevs av Frey 1976. Plectris longiclava ingår i släktet Plectris och familjen Melolonthidae. Inga underarter finns listade i Catalogue of Life.